# 古町村
古町村（ふるまちむら）は、熊本県の北部、飽託郡にかつてあった村である。

## 地理
- 河川：白川、坪井川

## 歴史
- 1874年 - 古町村、宮寺村、久末村の一部が合併し古町村となる。
- 1889年4月1日 - 町村制が施行。一村単独村政により飽田郡古町村発足。
- 1896年4月1日 - 飽田郡と託麻郡が合併し飽託郡となる。
- 1921年6月1日 - 熊本市に編入。二本木に改称。

## 学校
- 古町小学校（のちの古町尋常小学校、現在の熊本市立古町小学校）